# Peter von Gunten
Peter von Gunten (* 20. November 1941 in Bern) ist ein Schweizer Filmemacher.

## Leben und Werk
Von 1956 bis 1961 besuchte er die Kunstgewerbeschule in Bern, wo er sich zum Grafiker und Fotografen ausbilden ließ. Zwischen 1960 und 1964 war er in verschiedenen Werbeagenturen und Ateliers als Grafiker, Fotograf und Zeichner tätig. Von 1964 bis 1970 führte er ein eigenes Atelier für Grafik, Ausstellungsgrafik und Fotografie.
Sein Filmdebüt gab er in seinem 1967 gedrehten Kurzfilm Blumengedicht. Seither ist er als Autor, Regisseur, Kameramann und Produzent von Kurz-, Dokumentar-, Fernseh- und Spielfilmen bekannt. Menschen am Rand der Gesellschaft sind zentrales Thema seines Filmschaffens. In seinen Dokumentarfilmen widmete er sich besonders der Entwicklung Südamerikas. Immer wieder hinterfragte er, meist ohne Kommentar, die Ambivalenz des scheinbaren Fortschritts, der Landreform und fremder, eigentlich wohlmeinender Hilfe. Auch seine Spielfilme, die sich mit dem Leben in der Schweiz auseinandersetzen, haben einen distanzierten, dokumentarischen Charakter.

## Filmografie
- 1968 Blumengedicht
- 1968 Mein persönlicher Beitrag zur Aktion gesundes Volk
- 1969 21 Schweizer Künstler
- 1969 Firebird
- 1969 Die Vorstellung
- 1969 Im schönsten Wiesengrunde
- 1970 La ligne continue
- 1971 Bananera-Libertad
- 1974 Die Auslieferung
- 1976 El grito del Pueblo (Der Schrei des Volkes)
- 1978 Kleine frieren auch im Sommer
- 1980 Terra roubada (Geraubte Erde)
- 1981 Barbaras Briefe (TV)
- 1983 Rogers Geschichte (TV)
- 1983 Xunan – The Lady
- 1983 Der vierte König
- 1986 Vozes da Alma (Stimmen der Seele)
- 1988 Pestalozzis Berg
- 1993 Terra prometida (Gelobtes Land)
- 1996 They teach us how to be happy (Lernen glücklich zu sein)
- 1997 Wann ist Weihnachten
- 2005 Im Leben und über das Leben hinaus – Ici-bas, au delà
- 2005 Impressionen aus dem Fruchtland
- 2006 Lebenn nach der Ler Jhesu (Leben nach der Lehre Jesu)
- 2020 Kein Grund – Aucune raison

## Filmpreise
- 1968 Olbia/Italien, bester Kurzfilm BLUMENGEDICHT
- 1971 Berlinale, Interfilmpreis / 1972 Trier Fernsehworkshop, bester Film BANANERA LIBERTAD
- 1974 Filmfestival Locarno, Auszeichnung / Filmfestival Strasbourg, Droits de l'Homme, 1. Preis DIE AUSLIEFERUNG / L'EXTRADITION
- 1987 Filmwoche Mannheim, Golddukate, 2 weitere Auszeichnungen / 1978 Arnoldsheim Fernsehworkshop, 2. Preis EL GRITO DEL PUEBLO
- 1980 Filmwoche Mannheim, Auszeichnung / 1981 Journalistenpreis Entwicklungspolitik BWZ der BRD / 1982 Eckenstein-Stiftung, 1. Preis /
- 1982 Trier Fernsehworkshop / Berlin Agrarfilmfestival, Preis, Interfilm OCIC Auszeichnung TERRA ROUBADA
- 1984 Schwerte Fernsehworkshop, 2. Preis XUNAN
- 1989 Filmfestival Trento, bester Spielfilm PESTALOZZIS BERG
- 1994 Filmfestival Figuera da Foz, Spezialpreis TERRA PROMETIDA
- 1996 Filmfestival Locarno, Schweizer Filmpreis 1996 THEY TEACH US HOW TO BE HAPPY
- 1971/74/78/82/83/86/88/97 Filmpreise BAK-EDI
- 2006 Berner Filmpreis für sein Gesamtwerk